# Brachynauphoeta mayottensis
Brachynauphoeta mayottensis är en kackerlacksart som först beskrevs av Bruijning 1947.  Brachynauphoeta mayottensis ingår i släktet Brachynauphoeta och familjen jättekackerlackor. Inga underarter finns listade.